# Barycheloides
Barycheloides là một chi nhện trong họ Barychelidae.

## Các loài
Barycheloides có các loài sau:
- Barycheloides alluviophilus Raven, 1994
- Barycheloides chiropterus Raven, 1994
- Barycheloides concavus Raven, 1994
- Barycheloides rouxi (Berland, 1924)
- Barycheloides rufofemoratus Raven, 1994